# Was It Worth It?
Was It Worth It? är en singel med den brittiska duon Pet Shop Boys från albumet Discography: The Complete Singles Collection. 
Singeln nådde som bäst 24:e plats på den brittiska listan, vilket var första gången sedan 1984 en Pet Shop Boys-singel hamnade utanför topp 20. I Sverige blev den 23:a på singellistan. 
Låten togs inte med på den senare samlings-CD:n Pop Art, men finns med på DVD-utgåvan.

## Låtförteckning
UK CD singel
1. "Was it worth it?" – 4:23
2. "Miserablism" (7") – 4:12
3. "Was it worth it?" (12") – 7:13
4. "Was it worth it?" (dub) – 5:16

UK 7" singel
1. "Was it worth it?" – 4.22
2. "Miserablism" – 4.11

US 7" singel
1. "Was it worth it?" (Dub) – 5.15
2. "Miserablism" (Electro Mix) – 5.38

- Felpressad utgåva, innehåller av misstag dubversionen av "Was It Worth It?"  och på etiketten listas b-sidan som "Miserablism" – 4.11.

US 12" singel
1. "Was it worth it?" (12") – 7:13
2. "Was it worth it?" (7") – 4:27
3. "Miserablism" (Electro mix) – 5:38
4. "Miserablism" – 4:11

US CD singel
1. "Was it worth it?" (7") – 4:27
2. "Was it worth it?" (12") – 7:13
3. "Miserablism" (Electro mix, remix by Moby) – 5:38
4. "Music for the Boys" (Part 3, remix by Altern 8) – 5:40
5. "Overture to Performance" – 6:14